# Servicio Oficial de Difusión, Representaciones y Espectáculos

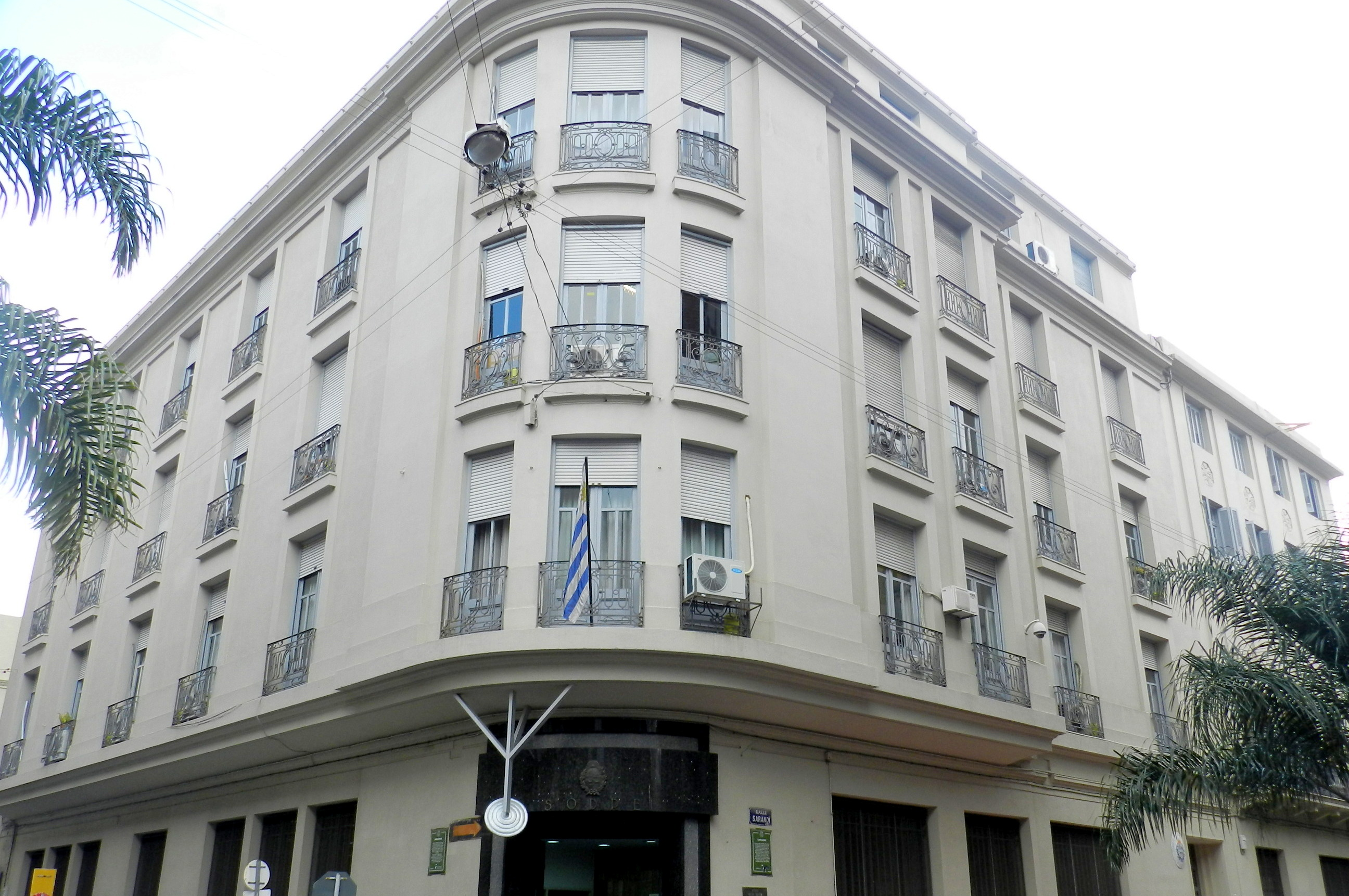
Edificio del Consejo Directivo del Servicio Oficial de Difusión, Representaciones y Espectáculos, sobre la Peatonal Sarandí, en donde también se encuentran otras reparticiones del instituto como el Archivo de la Imagen y la Palabra y la Sala de Exposiciones. Al fondo, los estudios de Radiodifusión Nacional

El Servicio Oficial de Difusión, Representaciones y Espectáculos es un instituto público de Uruguay dedicado a la realización y difusión de espectáculos artísticos y culturales, además de la formación mediante sus diversas academias. Es considerado uno de los institutos más importantes en el país, y en la región.

## Historia
Fue creado el 18 de diciembre de 1929 mediante la ley N° 8.557 como Servicio Oficial de Difusión Radio Eléctrica. Su función inicial era la de «perifonear programas culturales e informativos», es decir, transmitir «espectáculos o audiciones de carácter artístico, científico, ilustrativo o ameno con fines de mejoramiento espiritual de los habitantes del país», otorgándole la gestión y operación del Servicio de Radiodifusión Nacional.  
Dicha ley de creación también le encomendó, entre otras tareas, «crear escuelas y conservatorios», «adquirir y arrendar material fonográfico, teatral, cinematográfico, musical impreso o cualquier otro que se relacione con sus actividades», «editar catálogos, programas u otras publicaciones», «actuar individualmente o en conjuntos en los espectáculos o audiciones que realice o que contribuya a realizar así como en las escuelas o conservatorios que instituya». Por la misma ley se establecieron una orquesta sinfónica, una de cámara, un coro, un cuerpo de ballet, salas de espectáculos, una fonoteca y otras reparticiones.

### Actualidad
En la actualidad cuenta hoy con cuatro cuerpos estables: Orquesta Sinfónica, Conjunto de Música de Cámara, Cuerpo de Baile y Coro, a los que se incorporó la Escuela Nacional de Danza, cuenta con un Archivo de la Imagen y la Palabra, el primer archivo parlante más importante del país, en el que atesora grabaciones de intelectuales, personalidades del arte, la cultura, la sociedad, la política, además de conservar un valioso patrimonio histórico, produce y exhibe filmes y videos. 
En el año 2015, cuando la televisión primero, y por último la radiodifusión dejó de formar parte del instituto, el mismo pasó a llamarse definitivamente Servicio Oficial de Difusión, Representaciones y Espectáculos. 
En 2019 se conmemoraron los noventa años de su creación.

## Divisiones

### Radiodifusión
El 1 de abril se 1930 inicia sus transmisiones regulares la emisora oficial, CX 6. La cual tendría una variada programación tanto periodística, cultural, deportiva, educativa y de difusión de los cuerpos estables del instituto. 
La radio oficial - o del SODRE - contó con un cuerpo estable para los radioteatros, los cuales supieron gozar de su década de oro hasta la llegada de la televisión y una discoteca nacional. Además, también contó con un servicio de radiodifusión al exterior en ondas cortas, el Servicio Internacional SODRE, consolidado en los años cuarenta. Con el tiempo el instituto adquiriría otras emisoras radiales, como CX38 y CX 26, las cuales gestionó hasta el año 2015.

### Televisión
En 1955 es autorizado a crear el primer canal público de Uruguay, siendo también el instituto encargado de dirigir el Servicio de Televisión Nacional. Por razones burocráticas la creación del canal tardaría unos años, recién en 1963 se inician las transmisiones, primero experimentales y luego regulares del Canal 5, el cual se inauguró el 19 de junio de 1963, coincidiendo con el natalicio de Artigas. Dicho acontecimiento, el de contar ahora con un canal de televisión, sirvió como motivo para que cambiase su denominación a Servicio Oficial de Difusión, Radiotelevisión y Espectáculos. De ahora en adelante, el servicio tendría que no sólo contar con un elenco de radioteatro, si no también de teleteatro. En 1969 iniciaría sus emisiones el Canal 8. El Instituto tuvo a cargo la gestión de la televisión estatal, hasta el año 2002.  

### Cine Arte
El 16 de diciembre de 1943 fue creado el Departamento de Cine Arte, primera cinemateca oficial de Uruguay, con la finalidad de “documentar y estudiar el nacimiento, progreso y evolución del arte cinematográfico (...) en todas sus manifestaciones”. 
Desde 1954 organizó de forma ininterrumpida hasta los años setenta en carácter de bienal el Festival de Cine Documental y Experimental. 

### Archivo Nacional de la Imagen y la Palabra
El Archivo Nacional de la Imagen y la Palabra es la única dependencia oficial, encargada y destinada a reunir, preservar, documentar y difundir los acervos audiovisuales, sonoros, fílmicos y fotográfico del país. 
Surge de la unificación de la ex División Foto-cinematográfica y el Departamento de Cine Arte, que conformaron conjuntamente el Archivo Nacional de la Imagen y en la actualidad producto de su fusión con el Archivo de la Palabra (creado en 1956) se transforman oficialmente en el Archivo Nacional de la Imagen y la Palabra

## Cuerpos estables

#### Orquesta clásica
La Orquesta Sinfónica inició sus actividades el 20 de junio de 1931, dirigida por Vicente Pablo. Con 103 músicos, se iniciaba la trayectoria del cuerpo orquestal de más larga vida en Uruguay. En la historia de la orquesta se destaca el aporte de Erich Kleiber. Durante la Segunda Guerra Mundial, Uruguay se benefició con la llegada de maestros que se radicaban en América.
Con la conducción de Kleiber, Albert Wolf y Fritz Busch, la Ossodre recibió a visitantes ilustres como Jascha Horeinstein, Paul Paray, Clemente Krauss, Hermann Scherchen, Victor de Sabata, Malcom Sargent, Arthur Rodzinsky, Nikolai Malko, Paul Klechi, Witold Rowicki, Leopold Ludwig, Wilhelm Van Otterloo, Kiril Kondrashin, Jean Martinon, Enrique Jordá, Antal Dorati y Howard Mitchell, entre otros.
Pero sobrevino una crisis con el retiro de gran parte de los músicos y fue convocado Lamberto Baldi para reorganizar la orquesta. Tras un llamado internacional, la Ossodre alcanzó su nivel más alto. Lamberto Baldi era italiano y dirigía la Orquesta Sinfónica de San Pablo en Brasil, antes de aceptar la oferta de dirigir la Orquesta Sinfónica del Sodre. Luego iría como Director de la Orquesta del Teatro Colón en Buenos Aires, Argentina. Con el alejamiento de Lamberto Baldi, los programas comenzaron a perder interés. El incendio del Estudio Auditorio en 1971 fue un duro golpe para la orquesta. A partir de entonces, debió ensayar sin lugar fijo y actuar en el Teatro Solís y en otras salas. Esta situación provocó desmejoras en lo técnico y el inicio de un período de altibajos.
La dirección estable de Juan José Castro enriqueció el repertorio del siglo XX, con aportes fundamentales: Manuel de Falla, Hindemith, Stravinsky, Dmitri Shostakóvich, Béla Bartók. A partir de 1985 llegaron nuevamente directores de renombre mundial, como Simón Blech, Jorghe Rotter, Shunji Aretani, y nombres nuevos, como el mexicano Eduardo Diazmuñoz, Nicolás Rauss, Nicolás Pasquet o el brasileño David Machado.
En una etapa posterior se nombró como director artístico a Roberto Montenegro, quien se inclinó por un repertorio mucho más sobrio y tradicional que el de su antecesor. Visitante ilustre de este período fue Leighton Smith. Luego dirigieron Piero Gamba y, como director estable a partir de 1966, David Machado. Su muerte inesperada dejó un vacío que Gamba supo llenar en la emergencia.
Miguel Patrón Marchand, contratado ese año como director artístico introdujo como gran innovación imponer el género de la ópera en forma de concierto. El resto del repertorio estuvo en manos de invitados como el chileno Francisco Rettig o Santiago Mesa.

#### Ballet
El Ballet Nacional ofreció su primer espectáculo en 1935 con el estreno del "Nocturno Nativo" de Vicente Ascone y coreografía de Alberto Pouyanne Los comienzos fueron modestos y Pouyanne brindó el impulso inicial con alumnos de su academia. El ballet creció a partir de la creación del Teatro de Verano del Parque Rivera. En uno de esos espectáculos participó como invitada Tamara Grigorieva.
En 1954 fue invitado a dirigir por varias temporadas Valsav Veltchek. Dejó algunos títulos imborrables como "La danza de los muertos" de Arthur Honegger, "Persephone" de Ígor Stravinski y utilizó música uruguaya en tres espectáculos: "Mburucuyá" y "La Isla de los Ceibos" de Eduardo Fabini y "Suite de Ballet según Figari" de Jaurés Lamarque Pons.
Otro ruso, Yurek Shabelewski, se encargó de la dirección montando espectáculos muy importantes. Con él llegó la “era de los argentinos”, ya que el elenco nacional se había desintegrado y se necesitaban refuerzos. Se recurrió al ballet de La Plata. De allí llegaron Margaret Graham, Tito Barbón y Eduardo Ramírez.
El año 1986 fue inactivo hasta que se puso en escena un programa de Domingo Vera, que repuso Satori, “Pulsación de Piazzolla” y “Retrato” de Édith Piaf. Ese año, con la llegada del soviético Vilen Galstian se produjo “Don Quijote”, que no había sido estrenada en el país. Sobre fin de año la coreógrafa argentina Adriana Coll repuso “Carmina Burana”.
En el año 2009 Alejandro Godoy junto a Rossana Borghetti fueron nombrados Directores del Ballet Nacional realizando varias funciones, entre ellas "El Amor Brujo" junto con la Orquesta Sinfónica del SODRE, con Alejandro Parente como Primer Bailarín y Marina Heredia como cantante invitada. Estrenando el renovado Auditorio Nacional Adela Reta.
El 23 de marzo de 2010, el bailarín argentino Julio Bocca se convirtió en el director del cuerpo de baile del instituto, cargo para el cual fue designado por el Consejo Directivo, tras el ofrecimiento conjunto realizado por el presidente José Mujica, el ministro de Educación y Cultura Ricardo Ehrlich y el presidente del Sodre Fernando Butazzoni.

#### Coro
Al comenzar los conciertos de la Orquesta Sinfónica se vio la necesidad de contar con un conjunto coral para comenzar con temporadas de ópera. Seleccionados sus primeros 60 integrantes, el Consejo Directivo del Sodre creó el Coro en 1934. El 22 de septiembre de dicho año se realizó un concierto por parte de intregrantes de la Escuela Lírica, bajo la dirección del maestro Icilio Nini Belucchi.
La primera actuación del Coro fue el 27 de julio de 1935 con la ópera La sonámbula en homenaje al centenario de la muerte de Vincenzo Bellini. Siete días después, el 3 de agosto, presentó “Rigoletto” de Giuseppe Verdi, que alternó con La Sonámbula. El primer director del Coro fue el maestro Domingo Dente. Años después le sucedieron Daniel Conte, Juan Protasi, Hugo López, Jorge Klastornick, Paolo Rigolin, Antonio Domenighini, Lilián Zetune y Esteban Louise.
Numerosos cantantes iniciaron su carrera en filas del Coro del Sodre. Entre ellos, José Soler, María Mercedes Morquio, Fernando Barabino, Rita Contino, Erwin Schrott y María José Siri.
Está integrado por 85 cantantes y está preparado para la realización de grandes oratorios y ópera. No obstante, su repertorio incluye música de cámara, góspel, música a capela, música latinoamericana y zarzuela.

#### Conjunto de cámara
En 1931, cuando se creó la Ossodre, se sintió la necesidad de crear un conjunto de cámara paralelo a la orquesta. Por resolución de la Comisión directiva del Sodre se creó el Cuarteto del Sodre, como cuarteto de cuerdas, integrado por Oscar Chiolo (1.er. Violín), Carlos Correa Luna (2.º violín), Guido Santórsola (viola) y Víctor Guaglianone (violonchelo). El 13 de septiembre de ese año realizó su primer concierto en el Estudio Auditorio.
En 1933 se creó el cargo de pianista, siendo su primer titular Mischa Jessel, quedando definitivamente constituido el Conjunto de Cámara del Sodre. A lo largo de los años este conjunto tuvo varias integraciones. El conjunto de música de cámara ha realizado numerosos conciertos en todo el país.

#### Orquesta Juvenil
Formada en 2011, la Orquesta Juvenil del SODRE es fruto de la alianza entre el SODRE y la Fundación Sistema de Orquestas Juveniles e Infantiles del Uruguay. Dirigida por el Maestro Ariel Britos, está integrada por más de 100 músicos jóvenes. Tiene su sede en el Auditorio Nacional Adela Reta, donde realiza su Temporada Principal de Conciertos.

### Escuela Nacional de Danza

#### División ballet
Desde su creación en 1975, la Escuela Nacional de Danza, división ballet, está abocada a la formación de bailarines profesionales de la danza clásica. Se imparten clases de ballet y otras materias indispensables para la formación de futuros bailarines: repertorio, pas de deux, puntas, danzas de carácter, danza española, danza contemporánea, taller coreográfico, arte escénico, anatomía, acondicionamiento físico, música e historia de la danza. La duración de la carrera es de 8 años para niños de 8 a 11 años y de 4 años en forma intensiva para varones entre 12 y 20 años.

#### División folclore
La división folclore de la Escuela Nacional de Danza es la encargada de preparar docentes y multiplicadores culturales en ese campo, además de capacitar para la proyección escénica, tanto en el sentido artístico como en el de recreación. Su estructura curricular y programática incluye asignaturas que procuran cubrir diversas áreas de la formación de sus alumnos: asignaturas prácticas de danza (danza y malambo), asignaturas de apoyo teórico, asignaturas de formación didáctico-pedagógica y asignaturas de referencia histórico-cultural.

#### División contemporánea
La división contemporánea de la Escuela Nacional de Danza del Sodre se crea en el año 2014 bajo la dirección y coordinación académica del Martín Inthamoussú, quien es su fundador. Es una carrera de 4 años que tiene como objetivo formar bailarines versátiles que participen activamente en el proceso creativo junto con el coreógrafo. Cuenta con materias como ballet clásico, danza moderna, danza contemporánea, danza folclórica, improvisación, composición, arte escénico, educación somática, educación musical, historia de la danza, y teoría de las artes escénicas. Además de dictarse talleres con docentes nacionales e internacionales con diferentes temáticas como por ejemplo intervenciones urbanas, contact impravisation, danza africana, montaje, repertorio, gestión cultural, anatomía, etc.

## Auditorios

### Estudio Auditorio
En 1931 el recién creado Servicio Oficial de Difusión Radioeléctrica adquirió el entonces Teatro Urquiza de Montevideo, un importante teatro de Montevideo que había sido construido en 1902 a iniciativa de un empresario argentino y que se encontraba en un solar privilegiado del centro de la ciudad de Montevideo y lo convirtió en su estudio auditorio, albergando durante cuarenta años a todas sus divisiones, desde la radio, hasta sus cuerpos estables (exceptuando la televisión). El nuevo Estudio Auditorio reditó los antiguos esplendores del «Urquiza» y lo convirtió con los clásicos conciertos semanales de su Orquesta Sinfónica que, en ocasiones, fue dirigida por las más célebres batutas del mundo, especialmente en la década de los años cincuenta en que el estado de las finanzas públicas permitía la venida al país de grandes directores.
En esas épocas de esplendor se cumplían las temporadas de ópera que, aún a cargo de voces uruguayas, entusiasmaban a los amantes de la lírica, ávidos de escuchar en vivo sus arias predilectas. Otro rubro artístico que llevó un público entusiasta al Estudio Auditorio fueron los ciclos de «Cine-Arte», dentro de los que se pudieron reeditar las más famosas películas conservadas en los archivos cinematográficos del Sodre, considerados un repositorio de alto valor documental.
Una dolorosa tragedia marcó el fin de este teatro. En el atardecer del 18 de septiembre de 1971 Montevideo fue conmovido por la noticia del gigantesco incendio. Era la cuarta vez que el fuego consumía un teatro montevideano. El fuego concluyó con la sala, con el escenario, con la tramoya y demás dependencias y con parte de los archivos. También la cinemateca sufrió grandes pérdidas. Desde entonces, el Estudio Auditorio del Sodre funcionó provisoriamente en la Sala del Cine, llamada también Sala José Brunett, una sala de cine reformada que tiene una capacidad para 700 personas, pero que no disponía de las condiciones adecuadas para albergar las actividades de los cuerpos artísticos estables. El complejo del Estudio Auditorio fue posteriormente demolido por completo.

#### La construcción del nuevo auditorio
En 1985, una vez instaurada la democracia, el nuevo gobierno empezó a planificar la reconstrucción del Estudio Auditorio. Con ese fin se creó una comisión honoraria conformada por delegados de la Intendencia de Montevideo, del Ministerio de Educación y Cultura, del Ministerio de Transporte y Obras Públicas y del SODRE.
Esta comisión tardó casi un año en resolver el lugar donde iba a estar el nuevo edificio y finalmente optó, a fines de 1985, por mantener el emplazamiento anterior, es decir donde antiguamente se encontraba el Estudio Auditorio y las propiedades en las que funcionaba la emisoras oficiales. Para esto hubo que comprar algunos terrenos aledaños, buscando así dar con la superficie que requería un proyecto de esta naturaleza.
Una vez tomada esa decisión, se convocó a una comisión asesora para que elaborara las bases de un concurso nacional de anteproyectos. Para formar esta comisión el Ministerio de Educación y Cultura - entonces comandado por la doctora Adela Reta- pidió a la Sociedad de Arquitectos del Uruguay que hiciera una selección, proceso que derivó en la nominación de los arquitectos José Scheps y Rafael Lorente (hijo); se sumó además el profesor Carlos Carvalho en representación del SODRE.
Fueron estos profesionales los que quedaron a cargo de redactar las bases del concurso en consulta con los cuerpos estables del Sodre, a quienes se sumaron las expresiones de otros artistas nacionales destacados.
El llamado a licitación tuvo carácter público y nacional, se llevó a cabo en septiembre de 1986 y contó con la participación de 51 concursantes. En febrero de 1987 el jurado, integrado por los arquitectos Clorindo Testa (por el Ministerio de Educación), Mariano Arana (por la Sociedad de Arquitectos) y Antonio Cravotto (por los concursantes), eligió por unanimidad el proyecto del estudio integrado por Jorge di Pólito, Diego Magnone, Isidoro Singer y Juan Carlos Vanini.
Automáticamente se los contrató para que elaboraran el anteproyecto, una fase que insumió 10 meses. Luego vino la etapa del proyecto ejecutivo, donde se trabajó ya sobre los planos de obra y finalmente la fase de presupuestación. En mayo de 1988 se hizo el llamado a licitación pública internacional para la construcción del complejo, que ganó la firma Álvaro Palenga S.A.
Una vez elegida la empresa constructora, el 15 de noviembre de 1989 se firmó el contrato y se iniciaron las obras, pocos días antes de que se celebraran las elecciones nacionales de aquel año, ya sobre el final del primer mandato del expresidente Julio María Sanguinetti.
Se hablaba de un complejo cultural de 25.000 metros cuadrados que incluía tres salas de espectáculos, sus respectivas salas de ensayo para los músicos, para el coro, para el Cuerpo de Ballet; también había previstos espacios para la fabricación de la escenografía, así como talleres de pintura, zapatería y peluquería.
En 1990 el proceso de construcción del nuevo auditorio del Sodre perdió vigor. Hasta ese momento se había avanzado muy poco, apenas si se habían hecho la excavación y una parte de la estructura. En 1995 el proyecto del Sodre recuperó algo del vigor que había perdido en los años previos. Así, se actualizaron todos los contratos y el movimiento volvió a las obras. El impulso fue mediano en 1995, fuerte en 1996 y muy fuerte en 1998.
En 1999 se inauguró la sala C del complejo, denominada Hugo Balzo, con espacio para 300 espectadores. Además estaban muy avanzadas las obras de los camarines y las salas de ensayo. En 2001 se realizó una pequeña inyección de capital con el objetivo de presentar la ópera Aida en la sala principal, denominada Eduardo Fabini, con capacidad para 2000 espectadores.
Para esa ocasión se tuvo que hacer el cerramiento del auditorio, lo que los técnicos llaman el "cerramiento rústico". Es decir que, según los arquitectos responsables del proyecto, el espacio donde se hizo la presentación de Aida no difería mucho en sus condiciones de las de un estadio de básquetbol: faltaban todas las terminaciones, la gente estaba sentada en gradas de hormigón, con sillas provisorias que habían sido alquiladas. Sin embargo, y pese a estas limitaciones, esta instancia permitió por lo menos cerrar el edificio y terminar la fachada, el techo y la losa. 
En 2006 se le dio un nuevo impulso a la obra, después de que la Secretaría General Iberoamericana, a cargo de Enrique Iglesias, comprometiera fondos para su culminación.  

#### Auditorio Nacional Adela Reta

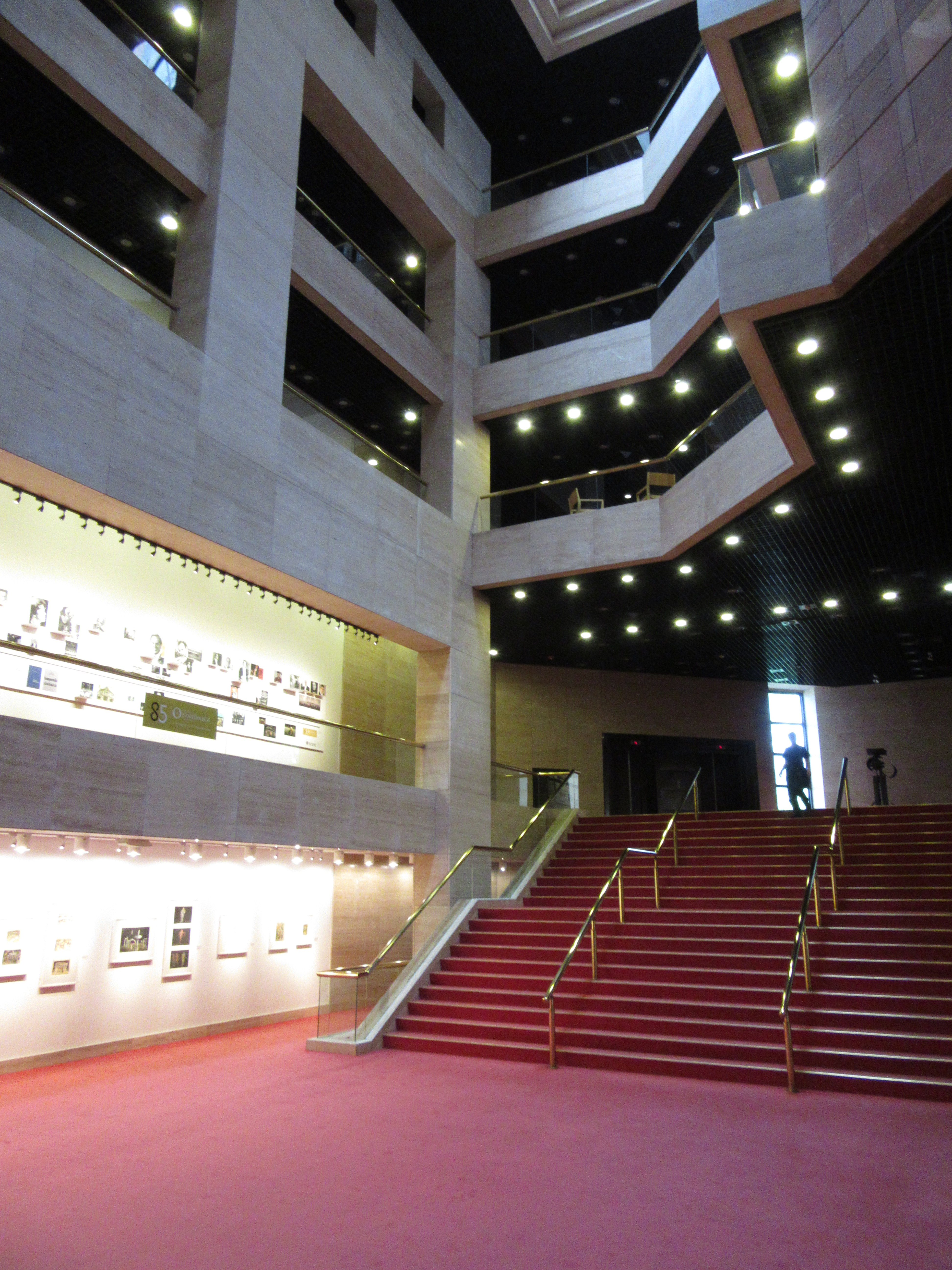
Interior del Auditorio Nacional Adela Reta

Finalmente, el 21 de noviembre de 2009 se inauguró parcialmente el nuevo Auditorio Adela Reta, un complejo de 25 000 m². Cuenta con una sala principal de 2000 localidades destinada a espectáculos líricos, sinfónicos y de ballet. Su foso puede albergar a más de 100 músicos, está organizado en tres módulos y cuenta con un sistema de elevación automatizado. El escenario, el más grande del país, tiene una altura libre de 27 m y una boca de escena regulable que puede alcanzar 15,50 m de ancho por 12 m de alto.
El complejo cuenta con una segunda sala, más pequeña, destinada para la música de cámara y repertorio experimental, con la flexibilidad técnica necesaria para que pueda ser transformada a conveniencia. Además, hay modernas salas de ensayo, con un sector de talleres ubicados en tres niveles de doble altura, para la producción y realización de los montajes escénicos y la caracterización de los intérpretes.
Por otra parte, cuenta con un anfiteatro, áreas para exposiciones y sectores de 'foyers' y cafeterías. El edificio tiene características acústicas especiales en toda su construcción, especialmente el cubo interior que contiene el escenario y galerías.
Durante los últimos dos años, el Auditorio Adela Reta ha recibido a los más destacados artistas contemporáneos, tanto de la música culta como de la lírica, el ballet y la música popular. Entre otros, han actuado Bobby McFerryn, Yo Yo Ma, Sol Gabetta, María Noel Riccetto, Barry Douglas, Nelson Freire, la Orquesta Sinfónica de Londres, El Cigala, Bebo Valdés, Daniel Viglietti.

### Auditorio Nelly Goitiño
El auditorio Nelly Goitiño es una antigua sala cinematográfica, donde funcionó durante muchos años el Cine Eliseo, en los años ochenta fue adquirido por el SODRE y lo convirtió en su principal sala, ese mismo año la sala pasó a denominarse Sala Brunet. En 2007 fue sometido a una restauración, en donde se lo transformó en un complejo cultural con una sala central, un microcine, una sala de ensayos y un espacio no convencional para propuestas culturales diversas. La sala principal cuenta con 547 butacas en tres niveles con un ascensor para acceso del público, las obras fueron culminadas y reinauguradas el 9 de agosto de 2008, donde también se lo denominó como Auditorio Nelly Goitiño, en honor quien fuese presidenta del instituto y fallecida en el ejercicio de la misma.

### Auditorio Vaz Ferreira
El Auditorio Vaz Ferreira se encuentra ubicado en el primer subsuelo de la Biblioteca Nacional, el mismo cuenta con un hall principal como antesala. La sala cuenta con 405 localidades, cabina técnica de audio y luces, un piano Steinway de gran cola de concierto, tres camarines, un baño para artistas en área escénica y baños públicos en entresuelo. 
Para su funcionamiento se definió que esta sala se anexara a la organización del Auditorio Nelly Goitiño, con el fin de asimilarlo a una estructura sólida para abordar todos los aspectos de gestión, coordinación, logística y operativa.